# Mayra Ramírez
Mayra Tatiana Ramírez Ramírez (Sibaté, 23 de març de 1999) és una futbolista colombiana. Juga en la posició de davantera a la selecció de Colòmbia i en el Chelsea. El 2016 va ser màxima golejadora del Campionat Nacional Prejuvenil.
Ha jugat a l'Independiente de Medellín, l'Sporting de Huelva, i el Llevant UE, equip pel que fitxa el 2022. Va ser traspasada el gener de 2024 per 450.000 € fixes més 50.000 en varibles al Chelsea i es va convertir en el fitxatge més car de la història del futbol femení. El rècord va ser superat uns dies més tard quan Racheal Kundananji va se traspassada del Madrid CFF al Bay FC de Califòrnia.

## Selecció nacional
El seu debut en la selecció de Colòmbia va ser en 2018, per als Jocs Centreamericans i del Carib. Juga al partit del 19 de juliol contra Costa Rica, on l'equip va ser derrotat per 0-1. Va participar en els Jocs Panamericans de 2019 disputats al Perú obtenint la medalla d'or.
El 3 de juliol de 2022 és convocada pel tècnic Nelson Abadía per a la Copa Amèrica Femenina 2022 de Colòmbia. En la competició, iniciada el 8 de juliol de 2022, l'equip va arribar a la final que va perdre davant el Brasil. Va jugar 5 partits dels quals en 4 va ser titular, fent 2 gols i va donar una assistència. En arribar a la final, l'equip també es va classificar per la Copa del Món de 2023.
El 4 de juliol de 2023, va ser nominada per a l'equip final de la Copa del Món de 2023, va jugar en cadascun dels cinc partits del seu equip, i va ser eliminada amb l'equip en els quarts de final contra la Anglaterra.